# 小行星2816
小行星2816（2816 Pien）是一颗围绕太阳公转的小行星。1982年9月22日，愛德華·鮑威爾在可可尼诺县发现了此天体。
該小行星以比利時電視氣象學家阿曼德·皮恩（Armand Pien）命名。
这颗小行星的绝对星等为263.39161等。